# Tabanus rothschildi
Tabanus rothschildi är en tvåvingeart som beskrevs av Surcouf 1906. Tabanus rothschildi ingår i släktet Tabanus och familjen bromsar.
Artens utbredningsområde är Uganda. Inga underarter finns listade i Catalogue of Life.